# Wegestock Pescher Feld 3

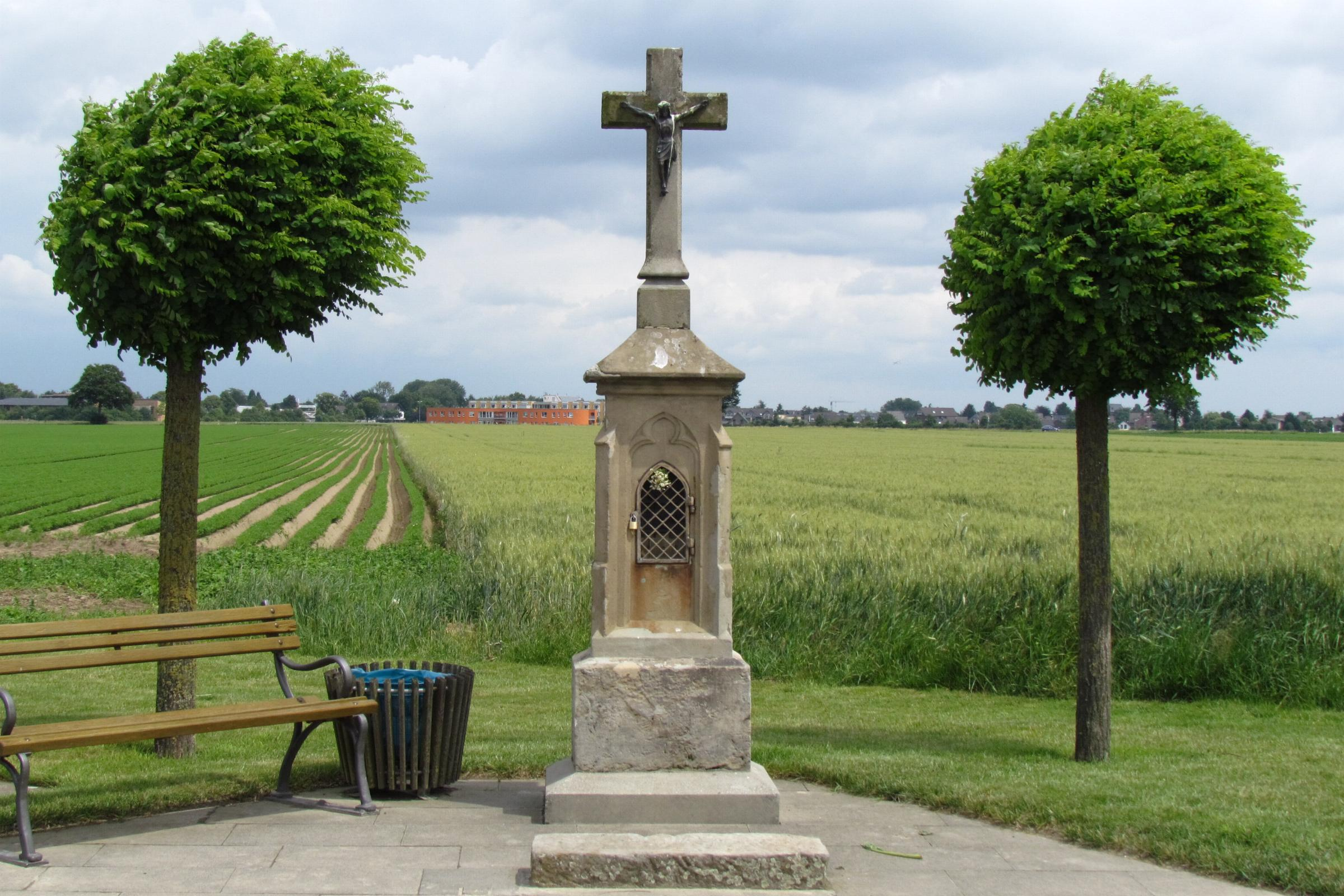
Wegestock

Der Wegestock Pescher Feld 3 steht im Stadtteil Pesch in Korschenbroich  im Rhein-Kreis Neuss in Nordrhein-Westfalen.
Das Flurkreuz ist unter Nr. 145 am 22. Juni 1987 in die Liste der Baudenkmäler in Korschenbroich eingetragen.

## Architektur
Bei dem Denkmal handelt es sich um ein einfaches Wegekreuz aus Liedberger Sandstein im neugotischen Stil mit Spitzbogenverzierungen an allen Seiten und einer Spitzbogennische an der Vorderseite. Über der Nische befindet sich eine Maßwerkverzierung; in der Nische zwei eingemeißelte Kreuze. Der Wegestock wurde im Jahre 1986 restauriert. Der künstlerische und volkskundliche Wert sowie die Bedeutung für die Geschichte des Menschen lassen eine Erhaltung als Denkmal notwendig werden.